# Hallvard Gunleikson Heggtveit
Hallvard Gunleikson Heggtveit, född den 22 juni 1850 i Kviteseid (Telemarken), död den 17 november 1924, var en norsk kyrkohistorisk och religiös författare.
Heggtveit, som sedan 1878 var folkskollärare och klockare i Kristiania, har utvecklat en rik, populär författarverksamhet, särskilt på det kyrkohistoriska området. I flera monografier, byggda på otryckt källmaterial, belyste han åtskilliga personligheter och strömningar inom norska kyrkan. Hans huvudverk var Den norske kirke i det 19:e aarhundrede (2 band, 1905-20).